# Liste der Kulturdenkmale in Berlin-Grunewald

Lage von Grunewald in Berlin

In der Liste der Kulturdenkmale von Grunewald sind die Kulturdenkmale des Berliner Ortsteils Grunewald im Bezirk Charlottenburg-Wilmersdorf aufgeführt.

## Denkmalbereiche (Ensembles)
| Nr.      | Lage                                                 | Offizielle Bezeichnung | Bestandteile / Beschreibung                                         | Bild                                |
| -------- | ---------------------------------------------------- | --- | ------------------------------------------------------------------- | ----------------------------------- |
| 09046400 | Bismarckallee 19A, 21B–D, 23 Herthastraße 3/5 (Lage) | Palais Mendelssohn, Landhausanlage Baudenkmale siehe: Bismarckallee 19A… Herthastraße 5                                                                            | Gasleuchten im Straßenraum                                          |                                     |
| 09046400 | Bismarckallee 19A, 21B–D, 23 Herthastraße 3/5 (Lage) | Palais Mendelssohn, Landhausanlage Baudenkmale siehe: Bismarckallee 19A… Herthastraße 5                                                                            | Weiterer Bestandteil des Ensembles:                                 |                                     |
| 09046400 | Bismarckallee 19A, 21B–D, 23 Herthastraße 3/5 (Lage) | Palais Mendelssohn, Landhausanlage Baudenkmale siehe: Bismarckallee 19A… Herthastraße 5                                                                            | 09046401 – Palais, 1896–1898 von Ernst von Ihne, Umbauten nach 1945 |                                     |
| 09046424 | Cordesstraße 3–9 Werkstättenweg 2–12A (Lage)         | Bahnareal Grunewald, Cordesstraßenbrücke (Straßenbrücke der Wetzlarer Bahn am ehem. Haltepunkt Eichkamp), Werksbauten, Lokomotivschuppen, Tunnel und Einfriedungen | Bestandteil des Ensembles:                                          | Bestandteil des Ensembles:          |
| 09046424 | Cordesstraße 3–9 Werkstättenweg 2–12A (Lage)         | Bahnareal Grunewald, Cordesstraßenbrücke (Straßenbrücke der Wetzlarer Bahn am ehem. Haltepunkt Eichkamp), Werksbauten, Lokomotivschuppen, Tunnel und Einfriedungen | 09046425 – Werks- und Wohnbauten, um 1885, um 1900                  |                                     |
| 09046471 | Koenigsallee 52/56 Hagenstraße 1 (Lage)              | Mietvillen Baudenkmal siehe: Hagenstraße 1 | Weitere Bestandteile des Ensembles:                                 | Weitere Bestandteile des Ensembles: |
| 09046471 | Koenigsallee 52/56 Hagenstraße 1 (Lage)              | Mietvillen Baudenkmal siehe: Hagenstraße 1 | 09046516 – Koenigsallee 54, Mietvilla, 1896, von Wilhelm Körner     |                                     |
| 09046471 | Koenigsallee 52/56 Hagenstraße 1 (Lage)              | Mietvillen Baudenkmal siehe: Hagenstraße 1 | 09046517 – Koenigsallee 56, Mietvilla, 1896 von Wilhelm Körner      |                                     |
| 09046533 | Lassenstraße 16/22 (Lage)                            | Schule und Mietshaus Baudenkmale siehe: Lassenstraße 16/20, 22 |                                                                     |                                     |
| 09046544 | Margaretenstraße 5, 10 (Lage)                        | Mietvillen Baudenkmale siehe: Margaretenstraße 5; 10 Gartendenkmal siehe: Margaretenstraße 10                                                                      |                                                                     |                                     |
| 09046544 | Margaretenstraße 5, 10 (Lage)                        | Mietvillen Baudenkmale siehe: Margaretenstraße 5; 10 Gartendenkmal siehe: Margaretenstraße 10                                                                      | Gasleuchten im Straßenraum                                          |                                     |
| 09046561 | Straße am Schildhorn 2–4B (Lage)                     | Restaurationsbetrieb und Wohnhäuser Baudenkmale siehe: Straße am Schildhorn 2; 3; 4A; 4B                                                                           |                                                                     |                                     |
| 09046576 | Wallotstraße 10/12 (Lage)                            | Mietvillen Baudenkmale siehe: Wallotstraße 10; 12 Gartendenkmal siehe: Wallotstraße 12                                                                             |                                                                     |                                     |

## Denkmalbereiche (Gesamtanlagen)
| Nr.                | Lage                                                                 | Offizielle Bezeichnung                               | Beschreibung | Bild             |
| ------------------ | -------------------------------------------------------------------- | ---------------------------------------------------- | --- | ---------------- |
| 09031273           | Am Bahnhof Grunewald (Lage)                                          | Ringbahn-Endstation Grunewald                        | Stationsgebäude von 1879 |                  |
| 09031273           | Am Bahnhof Grunewald (Lage)                                          | Ringbahn-Endstation Grunewald                        | Stellwerk von 1884–1890 |                  |
| 09031273           | Am Bahnhof Grunewald (Lage)                                          | Ringbahn-Endstation Grunewald                        | Funktionsgebäude von 1884–1890 |                  |
| 09031273           | Am Bahnhof Grunewald (Lage)                                          | Ringbahn-Endstation Grunewald                        | Bahnsteige und Gleisanlagen von 1884–1890, Ausgangsort für die Deportation von Juden, 1941–1945                                                            |                  |
| 09046391           | Am Bahnhof Grunewald 1 (Lage)                                        | S-Bahnhof Grunewald                                  | Empfangsgebäude, 1899 von Karl Cornelius |                  |
| 09046391           | Am Bahnhof Grunewald 1 (Lage)                                        | S-Bahnhof Grunewald                                  | Tunnel, 1884–1885 |                  |
| 09046391           | Am Bahnhof Grunewald 1 (Lage)                                        | S-Bahnhof Grunewald                                  | Bahnsteig 1, um 1885 |                  |
| 09046391           | Am Bahnhof Grunewald 1 (Lage)                                        | S-Bahnhof Grunewald                                  | Bahnsteig 2, um 1935 |                  |
| 09046601           | Baraschstraße 20/22 Winkler Straße 1 (Lage)                          | Mietvillen                                           | Baraschstraße 20, 1896–1897 von Wilhelm Walther |                  |
| 09046601           | Baraschstraße 20/22 Winkler Straße 1 (Lage)                          | Mietvillen                                           | Baraschstraße 22, 1897–1898 von Wilhelm Walther |                  |
| 09046601           | Baraschstraße 20/22 Winkler Straße 1 (Lage)                          | Mietvillen                                           | Winkler Straße 1, 1896–1897 von Wilhelm Walther |                  |
| 09046396           | Bismarckallee 13 Lynarstraße 5–5A, 5B (Lage)                         | Mietshaus & Belvedere der ehemaligen Villa Griebenow | Belvedere, 1896 von Ludwig Otte |                  |
| 09046396           | Bismarckallee 13 Lynarstraße 5–5A, 5B (Lage)                         | Mietshaus & Belvedere der ehemaligen Villa Griebenow | Mietshaus (Lynarstraße 5–5A), 1936–1937 von Georg Groebsch                                                                                                 |                  |
| 09046396           | Bismarckallee 13 Lynarstraße 5–5A, 5B (Lage)                         | Mietshaus & Belvedere der ehemaligen Villa Griebenow | Einfriedung |                  |
| 09011554           | Halenseestraße 1–10 Bornimer Straße 15–16 Kurfürstendamm 124A (Lage) | Wohnanlage                                           | 1936 von Paul G. R. Baumgarten (siehe auch Denkmalliste von Halensee)                                                                                      |                  |
| 09046486           | Herbertstraße 17 Herthastraße 24 (Lage)                              | Landhaus Lewin                                       | 1925–1926 von Paul Renner |                  |
| 09046486           | Herbertstraße 17 Herthastraße 24 (Lage)                              | Landhaus Lewin                                       | Chauffeurhaus, 1923 von Hannes Schaffer |                  |
| 09046524           | Königsweg (Lage)                                                     | Abstellbahnhof und Bahnbetriebswerk Hundekehle       | Südliche Anlage: | Südliche Anlage: |
| 09046524           | Königsweg (Lage)                                                     | Abstellbahnhof und Bahnbetriebswerk Hundekehle       | Lokomotivschuppen, 1905–1910 von Blum und Giese (?) |                  |
| 09046524           | Königsweg (Lage)                                                     | Abstellbahnhof und Bahnbetriebswerk Hundekehle       | Verwaltungsgebäude, 1905–1910 von Blum und Giese |                  |
| 09046524           | Königsweg (Lage)                                                     | Abstellbahnhof und Bahnbetriebswerk Hundekehle       | Werkstattbau, 1905–1910 von Blum und Giese |                  |
| 09046524           | Königsweg (Lage)                                                     | Abstellbahnhof und Bahnbetriebswerk Hundekehle       | Stellwerk, Richard Brademann |                  |
| 09046524           | Königsweg (Lage)                                                     | Abstellbahnhof und Bahnbetriebswerk Hundekehle       | Nördliche Anlage: |                  |
| 09046524           | Königsweg (Lage)                                                     | Abstellbahnhof und Bahnbetriebswerk Hundekehle       | Lokomotivschuppen |                  |
| 09046524           | Königsweg (Lage)                                                     | Abstellbahnhof und Bahnbetriebswerk Hundekehle       | Wohnhäuser |                  |
| 09046524           | Königsweg (Lage)                                                     | Abstellbahnhof und Bahnbetriebswerk Hundekehle       | Ringschuppen |                  |
| 09046553           | Reinerzstraße 1–14 (Lage)                                            | Wohnanlage                                           | Platzanlage, 1924–1925 |                  |
| 09046553           | Reinerzstraße 1–14 (Lage)                                            | Wohnanlage                                           | Mehrfamilienhaus, 1924–1925 |                  |
| 09046554           | Reinerzstraße 15–34 (Lage)                                           | Wohnanlage                                           | Große Platzanlage, 1920 von Albert Geßner |                  |
| 09046554           | Reinerzstraße 15–34 (Lage)                                           | Wohnanlage                                           | Kleine Platzanlage, 1920 von Albert Geßner |                  |
| 09046427           | Richard-Strauss-Straße 22 Dachsberg 8 (Lage)                         | Landhaus Victorius                                   | 1914 von Breslauer & Salinger |                  |
| 09046427           | Richard-Strauss-Straße 22 Dachsberg 8 (Lage)                         | Landhaus Victorius                                   | Garagen- und Chauffeurshaus, 1925–1926 von Adolf Wollenberg                                                                                                |                  |
| 09097869 (05/2019) | Teufelsseechaussee 10 (Lage)                                         | Teufelsberg                                          | gestalteter und begrünter Trümmerberg, NSA/GCHQ Field Station, Landschaftsgestaltung, 1950–1972 von Fritz Witte und Walter Rossow; Field Station 1962–1992 |                  |
| 09046570           | Teufelsseechaussee 22–28 (Lage)                                      | Wasserwerk Teufelssee                                | Hauptgebäude (Maschinenhaus), 1872 von Hanshent und Schmetzer. In dem Ensemble ist heute das Naturschutzzentrum Ökowerk Berlin untergebracht.              |                  |
| 09046570           | Teufelsseechaussee 22–28 (Lage)                                      | Wasserwerk Teufelssee                                | Beamtenwohnhaus, 1873 von Hanshent und Schmetzer |                  |
| 09046570           | Teufelsseechaussee 22–28 (Lage)                                      | Wasserwerk Teufelssee                                | Mieterställe und Schuppen, 1873 von Hanshent und Schmetzer                                                                                                 |                  |
| 09046570           | Teufelsseechaussee 22–28 (Lage)                                      | Wasserwerk Teufelssee                                | Rieselergebäude, 1892 |                  |
| 09046570           | Teufelsseechaussee 22–28 (Lage)                                      | Wasserwerk Teufelssee                                | Langsamfilter, 1892 |                  |
| 09046570           | Teufelsseechaussee 22–28 (Lage)                                      | Wasserwerk Teufelssee                                | Reinwasserbehälter, 1890–1892 |                  |
| 09046570           | Teufelsseechaussee 22–28 (Lage)                                      | Wasserwerk Teufelssee                                | Sandwäsche, 1892 |                  |
| 09046573           | Trabener Straße 21/25 (Lage)                                         | Mietvillen                                           | Nr. 21/23, 1902–03 von Wilhelm Walther |                  |
| 09046573           | Trabener Straße 21/25 (Lage)                                         | Mietvillen                                           | Nr. 25, 1902–03 von Wilhelm Walther |                  |

## Baudenkmale
| Nr.                | Lage                                                                     | Offizielle Bezeichnung                                                       | Beschreibung                                                                                 | Bild |
| ------------------ | ------------------------------------------------------------------------ | ---------------------------------------------------------------------------- | -------------------------------------------------------------------------------------------- | ---- |
| 09046597           | Baraschstraße 10 (Lage)                                                  | Villa Nachod                                                                 | 1899 von Richard Gerstenberg, Einfriedung, um 1910                                           |      |
| 09046598           | Baraschstraße 11A (Lage)                                                 | Villa mit Einfriedung                                                        | 1891–1892 von Wilhelm Walther                                                                |      |
| 09046599           | Baraschstraße 12 (Lage)                                                  | Villa mit Einfriedung                                                        | 1898 von Zaar & Vahl, 1903 von W. Bröker                                                     |      |
| 09010181           | Baraschstraße 12A (Lage)                                                 | Eternit-Gästehaus                                                            | Zweifamilienwohnhaus, 1955–1956 von Paul G. R. Baumgarten                                    |      |
| 09046600           | Baraschstraße 15 (Lage)                                                  | Villa                                                                        | 1891–1892 von Otto Stahn                                                                     |      |
| 09095848           | Bernhard-Wieck-Promenade (Lage)                                          | Statue „Stehendes Mädchen“                                                   | 1913 von Fritz Röll (1962 aufgestellt)                                                       |      |
| 09046392           | Bernadottestraße 7 (Lage)                                                | Landhaus Thaden                                                              | 1922–1923 von Günther Paulus                                                                 |      |
| 09046393           | Bettinastraße 3 (Lage)                                                   | Landhaus                                                                     | 1894–1895 von Otto March                                                                     |      |
| 09046394           | Bismarckallee (Lage)                                                     | Straßenbrücke                                                                | um 1893                                                                                      |      |
| 09046394           | Bismarckallee (Lage)                                                     | Straßenbrücke                                                                | Gasleuchten                                                                                  |      |
| 09046395           | Bismarckallee 10 (Lage)                                                  | Villa Arons                                                                  | 1890–1891 von Hermann Solf                                                                   |      |
| 09046397           | Bismarckallee 13A (Lage)                                                 | ehem. Pförtnerhaus der Villa Griebenow                                       | 1903 von Emil Schaudt                                                                        |      |
| 09046398           | Bismarckallee 14 (Lage)                                                  | Villa                                                                        | 1896 von Ludwig Feuth, Umbau 1905 von A. Schneider                                           |      |
| 09046399           | Bismarckallee 16A (Lage)                                                 | Einfamilienhaus                                                              | 1938 von Fritz August Breuhaus de Groot                                                      |      |
| 09046402           | Bismarckallee 19A, 21 B-D Herthastraße (Lage)                            | Stallgebäude des Palais Mendelssohn Bestandteil des Ensembles: Bismarckallee | 1896–1898 von Ernst von Ihne                                                                 |      |
| 09096049 (05/2021) | Bismarckallee 21A (Lage)                                                 | Haus Dr. Dienst                                                              | Wohn- und Bürohaus, 1964–1965 von Werner Düttmann                                            |      |
| 09096049 (05/2021) | Bismarckallee 21A (Lage)                                                 | Haus Dr. Dienst                                                              | Beete, Einfassungen und Bodenbeläge im Außenbereich                                          |      |
| 09046403           | Bismarckallee 22 (Lage)                                                  | Landhaus                                                                     | 1910–1911 von Adolf Wollenberg                                                               |      |
| 09046404           | Bismarckallee 24 (Lage)                                                  | Postamt                                                                      | 1897–1898 von Havestadt & Contag                                                             |      |
| 09046405           | Bismarckallee 28B (Lage)                                                 | Grunewaldkirche                                                              | 1902–1904 von Philipp Nitze                                                                  |      |
| 09046406           | Bismarckallee 42 (Lage)                                                  | Einfamilienhaus                                                              | 1938 von Hans Joachim Toebelmann                                                             |      |
| 09046407           | Bismarckallee 44 (Lage)                                                  | Landhaus                                                                     | 1928–1929 von Breslauer & Salinger                                                           |      |
| 09046408           | Bismarckallee 45 Schwedlerstraße (Lage)                                  | Landhaus                                                                     | 1921–1922 von Hugo und Otto Schellenberg                                                     |      |
| 09046409           | Bismarckallee 46/48 (Lage)                                               | Landhaus                                                                     | 1928 von Hugo und Otto Schellenberg                                                          |      |
| 09046410           | Bismarckplatz 9 (Lage)                                                   | Wartehalle                                                                   | 1903 von Carl Lange                                                                          |      |
| 09046411           | Bismarckplatz 1 Caspar-Theyß-Straße Koenigsallee Schinkelstraße (Lage)   | Umweltbundesamt                                                              | 1935–1937 von Kurt Heinrich Tischer                                                          |      |
| 09046416           | Brahmsstraße 10 (Lage)                                                   | Villa Pannwitz (Schlosshotel im Grunewald)                                   | 1912–1914 von German Bestelmeyer                                                             |      |
| 09046417           | Brahmsstraße 16/18 (Lage)                                                | Einfamilienhaus                                                              | 1929–1930 von Franz Seeck                                                                    |      |
| 09046418           | Caspar-Theyß-Straße 1 Herbertstraße 2/6 (Lage)                           | Walther-Rathenau-Oberschule                                                  | 1902 von Zaar & Vahl, 1926 von Dettmer                                                       |      |
| 09046418           | Caspar-Theyß-Straße 1 Herbertstraße 2/6 (Lage)                           | Walther-Rathenau-Oberschule                                                  | Turnhalle, 1958–1959 vom Hochbauamt Wilmersdorf                                              |      |
| 09046422           | Caspar-Theyß-Straße 5 (Lage)                                             | Landhaus                                                                     | 1921 von Paul Schulz                                                                         |      |
| 09046419           | Caspar-Theyß-Straße 9 (Lage)                                             | Mietvilla                                                                    | 1908–1909 von Arthur Thomae                                                                  |      |
| 09046420           | Caspar-Theyß-Straße 12 Wangenheimstraße 18 (Lage)                        | Einfamilienhaus                                                              | 1928–1929 von Paul Renner                                                                    |      |
| 09046421           | Caspar-Theyß-Straße 17 Humboldtstraße 20 (Lage)                          | Villa Gündel                                                                 | 1891 von Ferdinand Dietrich                                                                  |      |
| 09046423           | Clayallee 1 (Lage)                                                       | Grunewaldbaude                                                               | 1929–1930 vom Hochbauamt Zehlendorf                                                          |      |
| 09046428           | Delbrückstraße 10 (Lage)                                                 | Villa                                                                        | 1906–1907 von Hart & Lesser                                                                  |      |
| 09046429           | Delbrückstraße 12 (Lage)                                                 | Villa                                                                        | 1911–1912 von Otto Rehmig                                                                    |      |
| 09046430           | Delbrückstraße 29 (Lage)                                                 | Haus Vollberg                                                                | 1939–1940 von Egon Eiermann (siehe auch Gartendenkmal Delbrückstraße 29)                     |      |
| 09046431           | Delbrückstraße 29A (Lage)                                                | Einfamilienhaus                                                              | 1939–1940 von Peter Großmann                                                                 |      |
| 09046432           | Douglasstraße 2 Koenigsallee 59 (Lage)                                   | Landhaus                                                                     | 1911–1912 von Hugo Maass                                                                     |      |
| 09046433           | Douglasstraße 7/9 (Lage)                                                 | Villa Harteneck                                                              | 1910–1912 von Adolf Wollenberg (siehe auch Gartendenkmal Douglasstraße 7/9)                  |      |
| 09046434           | Douglasstraße 11 (Lage)                                                  | Villa                                                                        | 1912–1913 von Hugo Maass                                                                     |      |
| 09046435           | Douglasstraße 12 Gustav-Freytag-Straße 2/4 Oberhaardter Weg 32 (Lage)    | Haus Flechtheim                                                              | 1928–1929 von Otto Rudolf Salvisberg                                                         |      |
| 09046436           | Douglasstraße 15/17 (Lage)                                               | Haus Epstein                                                                 | 1922–1925 von Oskar Kaufmann                                                                 |      |
| 09046437           | Douglasstraße 18 (Lage)                                                  | Landhaus                                                                     | 1924–1925 von Breslauer & Salinger                                                           |      |
| 09046438           | Douglasstraße 20 (Lage)                                                  | Villa                                                                        | 1898 von Heinrich Franßen                                                                    |      |
| 09046439           | Douglasstraße 22–22A (Lage)                                              | Doppelvilla                                                                  | 1901–1902 von Wilhelm Körner                                                                 |      |
| 09046440           | Douglasstraße 24/28 (Lage)                                               | Landhaus Erxleben                                                            | 1907 von Hart & Lesser                                                                       |      |
| 09046441           | Erbacher Straße 4 (Lage)                                                 | Landhaus                                                                     | 1912 von Hermann Dernburg                                                                    |      |
| 09046442           | Erdener Straße 4–4A Baraschstraße 1 (Lage)                               | Villa                                                                        | 1903–1904 von Ludwig Otte und Otto Wipperling                                                |      |
| 09046443           | Erdener Straße 5–5A (Lage)                                               | Doppelvilla                                                                  | 1901–1902 von Heinrich Franßen                                                               |      |
| 09046444           | Erdener Straße 8 Gneiststraße 2 (Lage)                                   | Landhaus                                                                     | 1904–1905 von Max Ravoth, 1911 von Hermann Muthesius                                         |      |
| 09046445           | Fontanestraße 12A (Lage)                                                 | Landhaus                                                                     | 1925–1926 von Joseph Meyer                                                                   |      |
| 09046446           | Fontanestraße 14 (Lage)                                                  | Einfamilienhaus                                                              | 1938–1939 von Carl M. Moritz                                                                 |      |
| 09046447           | Fontanestraße 21/23 (Lage)                                               | Landhaus Schreckhas                                                          | 1893 von Otto March                                                                          |      |
| 09046448           | Furtwänglerstraße 3/5 (Lage)                                             | Gemeindehaus                                                                 | 1902 von Philipp Nitze; Umbau 1923                                                           |      |
| 09046449           | Furtwänglerstraße 4 (Lage)                                               | Landhaus                                                                     | 1893–1894 von Georg Böhme                                                                    |      |
| 09046450           | Furtwänglerstraße 15 (Lage)                                              | Landhaus Imelmann                                                            | 1898–1899 von Cremer & Wolffenstein                                                          |      |
| 09046451           | Furtwänglerstraße 19 (Lage)                                              | Einfamilienhaus                                                              | 1934–1935 von Fritz Taphorn                                                                  |      |
| 09046452           | Furtwänglerstraße 25 Hubertusbader Straße 25 (Lage)                      | Villa Büttner                                                                | 1896 von Arnold Hartmann                                                                     |      |
| 09046453           | Gillweg 3 Hubertusallee 6/8 (Lage)                                       | Appartementehochhaus                                                         | 1956–1958 von Felix Hinssen                                                                  |      |
| 09046454           | Gottfried-von-Cramm-Weg 33A/37 (Lage)                                    | Haus Konschewski                                                             | 1922–1924 von Oskar Kaufmann (siehe auch Gartendenkmal Gottfried-von-Cramm-Weg 33/37)        |      |
| 09010221           | Gottfried-von-Cramm-Weg 47/55 (Lage)                                     | Clubhaus des LTTC Rot-Weiß                                                   | 1958–1959 von Paul G. R. Baumgarten                                                          |      |
| 09046456           | Griegstraße 5/7 (Lage)                                                   | Landhaus Heidemann                                                           | 1927–1929 von Breslauer & Salinger (siehe auch Gartendenkmal Griegstraße 5/7)                |      |
| 09046457           | Griegstraße 9/11 (Lage)                                                  | Landhaus                                                                     | 1927–1929 von Heinz Reifenberg                                                               |      |
| 09046458           | Griegstraße 14 (Lage)                                                    | Landhaus                                                                     | 1923–1924 von Joseph Meyer                                                                   |      |
| 09046459           | Griegstraße 19/21 Spohrstraße 10 (Lage)                                  | Landhaus                                                                     | 1924–1925 von Max Landsberg                                                                  |      |
| 09046460           | Griegstraße 29 (Lage)                                                    | Einfamilienhaus                                                              | 1934–1935 von Fritz August Breuhaus de Groot                                                 |      |
| 09046461           | Griegstraße 31 (Lage)                                                    | Einfamilienhaus                                                              | 1933 von Fritz August Breuhaus de Groot (siehe auch Gartendenkmal Griegstraße 31)            |      |
| 09046462           | Griegstraße 37 (Lage)                                                    | Haus Tänzer                                                                  | 1927–1928 von Otto Rudolf Salvisberg                                                         |      |
| 09046463           | Griegstraße 41 (Lage)                                                    | Landhaus                                                                     | 1923–1924 von Mebes & Emmerich                                                               |      |
| 09046464           | Gustav-Freytag-Straße 9 (Lage)                                           | Wohnhaus                                                                     | 1923–1924 von Berthold Bleier                                                                |      |
| 09046465           | Gustav-Freytag-Straße 13 (Lage)                                          | Einfamilienhaus                                                              | 1926–1927 von Otto Rudolf Salvisberg                                                         |      |
| 09046466           | Gustav-Freytag-Straße 15 (Lage)                                          | Einfamilienhaus                                                              | 1928–1929 von Michael Rachlis                                                                |      |
| 09046467           | Hagenplatz 2 (Lage)                                                      | Kiosk/Wartehalle                                                             | 1913–1914 von Zaar & Vahl                                                                    |      |
| 09046468           | Hagenplatz 5 (Lage)                                                      | Villa Müller-Breslau                                                         | 1893–1894 von Otto Stahn                                                                     |      |
| 09046469           | Hagenplatz 7 (Lage)                                                      | Villa Holmgren                                                               | 1897 von Fritz Goltsch                                                                       |      |
| 09046470           | Hagenstraße 1 Koenigsallee 52 (Lage)                                     | Mietvilla Bestandteil des Ensembles: Koenigsallee                            | 1898 von Wilhelm Körner                                                                      |      |
| 09046473           | Hagenstraße 3 (Lage)                                                     | Landhaus Woringer                                                            | 1894–1895 von Eugen Confeld von Felbert                                                      |      |
| 09046472           | Hagenstraße 8 Klindworthsteig 3 (Lage)                                   | Villa Oppler                                                                 | 1910 von Max Landsberg                                                                       |      |
| 09046474           | Hagenstraße 9 (Lage)                                                     | Landhaus                                                                     | 1903–1904 von Karl Eduard Bangert                                                            |      |
| 09046475           | Hagenstraße 16 (Lage)                                                    | Mietvilla                                                                    | 1893–1894 von Fritz Possin                                                                   |      |
| 09046476           | Hagenstraße 23 (Lage)                                                    | Villa                                                                        | 1901–1902 von C. Schütze                                                                     |      |
| 09046477           | Hagenstraße 28 (Lage)                                                    | Landhaus                                                                     | 1910–1911 von Rosenwald & Riesenfeld                                                         |      |
| 09046478           | Hagenstraße 30 (Lage)                                                    | Landhaus                                                                     | 1923–1924 von Paul Zucker                                                                    |      |
| 09046479           | Hagenstraße 36 (Lage)                                                    | Einfamilienhaus                                                              | 1925–1926 von Hans Jessen                                                                    |      |
| 09046481           | Hasensprung (Lage)                                                       | Brücke                                                                       | 1920                                                                                         |      |
| 09046482           | Havelchaussee (Lage)                                                     | König-Wilhelm-Turm (Grunewaldturm)                                           | 1897–1898 von Franz Schwechten                                                               |      |
| 09020080 (12/2019) | Havelchaussee 92b (Lage)                                                 | Friedhof Grunewald-Forst                                                     | 1878–1879, 1928–1929 von Richard Thieme                                                      |      |
| 09046483           | Herbertstraße 5 Schleinitzstraße 2 (Lage)                                | Villa                                                                        | 1897–1898 von Hugo Maass                                                                     |      |
| 09046484           | Herbertstraße 10 (Lage)                                                  | Villa                                                                        | 1908 von Carl Kühn                                                                           |      |
| 09046485           | Herbertstraße 15 (Lage)                                                  | Villa                                                                        | 1901 von Max Ravoth                                                                          |      |
| 09046487           | Herbertstraße 20 (Lage)                                                  | Villa Kalisch-Lehmann                                                        | 1890 von Hermann Solf                                                                        |      |
| 09046488           | Herthastraße 1 (Lage)                                                    | Parkportal der ehem. Villa Koenigs                                           | 1896 von Ernst von Ihne (?)                                                                  |      |
| 09046489           | Herthastraße 4 (Lage)                                                    | Villa Wieck                                                                  | 1890–1891 von Heinrich Seeling (Äußeres) und Bernhard Wieck (Grundrisse)                     |      |
| 09046490           | Herthastraße 5 (Lage)                                                    | Pförtnerhaus des Palais Mendelssohn Bestandteil des Ensembles: Bismarckallee | 1896–1898 von Ernst von Ihne                                                                 |      |
| 09046492           | Höhmannstraße Koenigsallee Regerstraße (Lage)                            | Treppenanlage                                                                | um 1910                                                                                      |      |
| 09046493           | Höhmannstraße 1 Oberhaardter Weg 15 (Lage)                               | Landhaus                                                                     | 1915–1916 von Paul Nathansohn                                                                |      |
| 09046494           | Höhmannstraße 2 Oberhaardter Weg 9/11 (Lage)                             | Landhaus                                                                     | 1911–1912 von Paul O. A. Baumgarten, Erweiterung, 1914 durch Bielenberg & Moser              |      |
| 09046495           | Höhmannstraße 9 (Lage)                                                   | Landhaus                                                                     | 1911–1912 von Albert Geßner                                                                  |      |
| 09046496           | Höhmannstraße 10 Regerstraße 17 (Lage)                                   | Landhaus Ullstein mit Chauffeurshaus                                         | Landhaus 1930–1931 von Breslauer & Salinger                                                  |      |
| 09046496           | Höhmannstraße 10 Regerstraße 17 (Lage)                                   | Landhaus Ullstein mit Chauffeurshaus                                         | Chauffeurshaus                                                                               |      |
| 09046497           | Höhmannstraße 13 Koenigsallee 72 (Lage)                                  | Landhaus                                                                     | 1912–1913 von Fritzsche & Löhbach                                                            |      |
| 09046498           | Hubertusallee 10–10A (Lage)                                              | Miets- und Geschäftshaus                                                     | 1892–1893 von Heinrich Franßen                                                               |      |
| 09046499           | Hubertusallee 25 (Lage)                                                  | Bungalow                                                                     | 1960–1961 von Hans Faßbender und Gerhard Mohs                                                |      |
| 09046500           | Hubertusallee 28 (Lage)                                                  | Villa                                                                        | 1890–1891 von Heinrich Klinke                                                                |      |
| 09046501           | Hubertusallee 34 (Lage)                                                  | Mietvilla                                                                    | 1904–1905 von Carl Bäsell                                                                    |      |
| 09046502           | Hubertusallee 41 (Lage)                                                  | Villa                                                                        | 1906–1907 von Hugo Tietz                                                                     |      |
| 09046503           | Hubertusallee 43 (Lage)                                                  | Villa (Aserbaidschanische Botschaft in Berlin)                               | 1909–1910 von Adolf Langhammer                                                               |      |
| 09046491           | Hubertusallee 49 Herthastraße 21, 23, 25 (Lage)                          | Bootshaus                                                                    | um 1920                                                                                      |      |
| 09046504           | Hubertusbader Straße 22/24 Kronberger Straße 1/3 Taunusstraße 2/4 (Lage) | Haus Cohn                                                                    | 1925 von Otto Firle                                                                          |      |
| 09046505           | Hubertusbader Straße 35 Knausstraße 18 (Lage)                            | Landhaus                                                                     | 1929–1930 von Otto Ortel                                                                     |      |
| 09046506           | Humboldtstraße 13 (Lage)                                                 | Mietshaus                                                                    | 1896 von Robert Borchert                                                                     |      |
| 09046507           | Humboldtstraße 34 Lynarstraße (Lage)                                     | Mietshaus                                                                    | 1908–1909 von Otto Hausherr                                                                  |      |
| 09046509           | Knausstraße 4 (Lage)                                                     | Villa mit Vorgarteneinfriedung                                               | 1915 von Sepp Kaiser                                                                         |      |
| 09046510           | Knausstraße 14 (Lage)                                                    | Mietvilla                                                                    | 1907 von Bruno Neubauer                                                                      |      |
| 09046511           | Koenigsallee 17B/19 (Lage)                                               | Landhaus mit Chauffeurshaus                                                  | 1921–22 von Risse & Bett (siehe auch Gartendenkmal Koenigsallee 17B/19)                      |      |
| 09046512           | Koenigsallee 20–20A Delbrückstraße 2 (Lage)                              | Villa                                                                        | 1912–1919 von Wilhelm Walther (siehe auch Gartendenkmal Koenigsallee 20–20A)                 |      |
| 09046513           | Koenigsallee 30/32 (Lage)                                                | Villa Habel (Löwenpalais)                                                    | 1903–1904 von Bernhard Sehring                                                               |      |
| 09046514           | Koenigsallee 47 (Lage)                                                   | Landhaus Hirschberg                                                          | 1906–1907 von Max Ravoth (siehe auch Gartendenkmal Koenigsallee 47–47A)                      |      |
| 09046515           | Koenigsallee 49 (Lage)                                                   | Landhaus                                                                     | 1939–40 von Hugo Schellenberg                                                                |      |
| 09046518           | Koenigsallee 58 Oberhaardter Weg 20 (Lage)                               | Villa Rösing mit Einfriedung                                                 | 1923 von Andreas Gossler                                                                     |      |
| 09046519           | Koenigsallee 62 (Lage)                                                   | Landhaus                                                                     | 1913–1914 von Richard Halfter                                                                |      |
| 09046520           | Koenigsallee 63 Oberhaardter Weg 23 (Lage)                               | Landhaus                                                                     | 1910–1911 von Heinrich Straumer und Hans Hermann                                             |      |
| 09046521           | Koenigsallee 64 (Lage)                                                   | Landhaus                                                                     | 1912–1913 von Adolf Wollenberg                                                               |      |
| 09046522           | Koenigsallee 65 (Lage)                                                   | Villa Rathenau                                                               | 1910 von Walther Rathenau und Johannes Kraaz (siehe auch Gartendenkmal Koenigsallee 65)      |      |
| 09046508           | Koenigsallee 82 (Lage)                                                   | Polizeistation Hundekehle                                                    | 1907–1908 von Walter Kern                                                                    |      |
| 09046523           | Königsmarckstraße 8 (Lage)                                               | Einfamilienhaus                                                              | 1936 von Siegfried Kaprowski                                                                 |      |
| 09046525           | Kronberger Straße 5 Taunusstraße 3 (Lage)                                | Landhaus                                                                     | 1905–1906 von Karl Eduard Bangert                                                            |      |
| 09046526           | Kronberger Straße 7/9 Hubertusbader Straße 28 Reuterpfad 2/4 (Lage)      | Landhaus Andreae                                                             | 1913–1914 von Breslauer & Salinger (siehe auch Gartendenkmal Kronberger Straße 7/9)          |      |
| 09046530           | Kunz-Buntschuh-Straße 11 (Lage)                                          | Landhaus mit Stall                                                           | Landhaus, 1891 von Carl Lange                                                                |      |
| 09046530           | Kunz-Buntschuh-Straße 11 (Lage)                                          | Landhaus mit Stall                                                           | Stall                                                                                        |      |
| 09046531           | Lassenstraße 4 (Lage)                                                    | Haus Wilhelm Wertheim                                                        | 1899–1900 von Alfred Messel und Martin Altgelt; Erweiterung 1925–1926 von Willy Lorch        |      |
| 09046532           | Lassenstraße 11/15 (Lage)                                                | Villa Ramelow                                                                | 1895–1896 von P. Schaede (siehe auch Gartendenkmal Lassenstraße 11/15)                       |      |
| 09046534           | Lassenstraße 16/20 (Lage)                                                | Hildegard-Wegscheider-Oberschule Bestandteil des Ensembles: Lassenstraße     | 1897 von Zaar & Vahl, 1908 von Carl Lange                                                    |      |
| 09046602           | Lassenstraße 17 (Lage)                                                   | Landhaus                                                                     | 1894 von H. Hoffmann                                                                         |      |
| 09046535           | Lassenstraße 19/21 (Lage)                                                | Landhaus                                                                     | 1913 von Paul Karchow                                                                        |      |
| 09046536           | Lassenstraße 22 (Lage)                                                   | Mietshaus Bestandteil des Ensembles: Lassenstraße                            | ehem. Direktorenwohnhaus der Hildegard-Wegscheider-Oberschule, 1908 von Carl Lange           |      |
| 09046537           | Lassenstraße 23 Richard-Strauss-Straße 11 (Lage)                         | Doppelhaus                                                                   | 1913 von Hans Hermann                                                                        |      |
| 09046538           | Lassenstraße 30 (Lage)                                                   | Landhaus                                                                     | 1902 von Otto Stahn                                                                          |      |
| 09046539           | Lassenstraße 32, 36 (Lage)                                               | Landhaus Prieger                                                             | 1911–1912 von Cremer & Wolffenstein, 1924 Erweiterung von Bruno Paul                         |      |
| 09046540           | Lynarstraße 1A/3 (Lage)                                                  | Mietvilla                                                                    | 1890 von Friedrich Schulze                                                                   |      |
| 09046542           | Lynarstraße 11 (Lage)                                                    | Landhaus                                                                     | 1902 von Schultz & Stegmüller                                                                |      |
| 09046543           | Lynarstraße 21 Wangenheimstraße 35 (Lage)                                | Landhaus                                                                     | 1906–1907 von Oskar Otto Müller                                                              |      |
| 09046545           | Margaretenstraße 5 (Lage)                                                | Mietvilla Bestandteil des Ensembles: Margaretenstraße                        | 1895–1896 von Carl Bräuer                                                                    |      |
| 09046546           | Margaretenstraße 10 (Lage)                                               | Mietvilla Bestandteil des Ensembles: Margaretenstraße                        | 1895–1896 von Carl Bräuer (siehe auch Gartendenkmal Margaretenstraße 10)                     |      |
| 09046547           | Menzelstraße 9 (Lage)                                                    | Landhaus                                                                     | 1913–1914 von Carl Bäsell                                                                    |      |
| 09046455           | Nikischstraße 2 (Lage)                                                   | Landhaus                                                                     | 1923 von Matthäus Heinrich                                                                   |      |
| 09046549           | Paulsborner Straße 41 Wangenheimstraße 38A (Lage)                        | Landhaus                                                                     | 1892–1893 von Bodo Ebhardt                                                                   |      |
| 09046550           | Paulsborner Straße 50A (Lage)                                            | Landhaus                                                                     | 1913 von Wilhelm Jost                                                                        |      |
| 09046551           | Paulsborner Straße 52–53 (Lage)                                          | Villa Sprickerhof                                                            | 1905–1906 von Albert Sprickerhof, 1959–1960 von Heinz Schudnagies                            |      |
| 09046552           | Regerstraße 5 (Lage)                                                     | Einfamilienhaus                                                              | 1927–1929 von Heinz Reifenberg                                                               |      |
| 09046555           | Richard-Strauss-Straße 23 (Lage)                                         | Landhaus                                                                     | 1898–1899 von Zaar & Vahl                                                                    |      |
| 09046556           | Schildhorn (Lage)                                                        | Schildhorndenkmal                                                            | 1845 von August Stüler                                                                       |      |
| 09046557           | Schwedlerstraße 9–9A (Lage)                                              | Doppelvilla                                                                  | 1898–1899 von Zaar & Vahl                                                                    |      |
| 09046559           | Spohrstraße 6 (Lage)                                                     | Einfamilienhaus                                                              | 1936 von Fritz August Breuhaus de Groot                                                      |      |
| 09046560           | Spohrstraße 8 (Lage)                                                     | Einfamilienhaus                                                              | 1936 von Fritz August Breuhaus de Groot                                                      |      |
| 09046563           | Straße am Schildhorn 2 (Lage)                                            | Wohnhaus Bestandteil des Ensembles: Straße am Schildhorn                     | 1867                                                                                         |      |
| 09046564           | Straße am Schildhorn 3 (Lage)                                            | Wohnhaus Bestandteil des Ensembles: Straße am Schildhorn                     | 1869 von Sambach                                                                             |      |
| 09046565           | Straße am Schildhorn 4A (Lage)                                           | Restauranthalle Bestandteil des Ensembles: Straße am Schildhorn              | 1894 von A. Merker                                                                           |      |
| 09046562           | Straße am Schildhorn 4B (Lage)                                           | Restauranthalle Bestandteil des Ensembles: Straße am Schildhorn              | 1881 von C. Jakob                                                                            |      |
| 09046566           | Taubertstraße 6/8 (Lage)                                                 | Landhaus                                                                     | 1914 von Hugo und Otto Schellenberg                                                          |      |
| 09046548           | Taubertstraße 14 Menzelstraße (Lage)                                     | Landhaus                                                                     | 1922–1923 von Hugo und Otto Schellenberg                                                     |      |
| 09046567           | Taubertstraße 18 (Lage)                                                  | Landhaus                                                                     | 1928–1929 von Bielenberg & Moser                                                             |      |
| 09046568           | Taunusstraße 7 (Lage)                                                    | Landhaus                                                                     | 1908 von Fritz Behrendt                                                                      |      |
| 09046558           | Toni-Lessler-Straße 23 (Lage)                                            | Villa Meyer mit Einfriedung                                                  | 1897–1898 von Arnold Hartmann                                                                |      |
| 09046569           | Trabener Straße 1 (Lage)                                                 | Villa Stoltzenberg                                                           | 1899 von Ludwig Otte                                                                         |      |
| 09046569           | Trabener Straße 1 (Lage)                                                 | Villa Stoltzenberg                                                           | Nebengebäude                                                                                 |      |
| 09046569           | Trabener Straße 1 (Lage)                                                 | Villa Stoltzenberg                                                           | Vorgarteneinfriedung                                                                         |      |
| 09046571           | Trabener Straße 3 (Lage)                                                 | Villa                                                                        | 1896–1897 von Rudolf Bislich                                                                 |      |
| 09046571           | Trabener Straße 3 (Lage)                                                 | Villa                                                                        | Schuppen                                                                                     |      |
| 09046572           | Trabener Straße 5/7 (Lage)                                               | Haus Borstell                                                                | 1924–1925 von Carl Mauve                                                                     |      |
| 09046574           | Trabener Straße 24 (Lage)                                                | Landhaus Presber                                                             | 1907–1908 von Emilie Winkelmann                                                              |      |
| 09046575           | Waldmeisterstraße 9 (Lage)                                               | Einfamilienhaus                                                              | 1936–1937 von G. A. Jonatha                                                                  |      |
| 09046583           | Waldmeisterstraße 10/20 (Lage)                                           | Tennis-Club 1899 e. V. (Blau-Weiß)                                           | Clubhaus, um 1925 von Paul Karchow und Georg Demmler (siehe auch Gartendenkmal Tennisanlage) |      |
| 09046583           | Waldmeisterstraße 10/20 (Lage)                                           | Teilverlust: Sporthaus                                                       | Sporthaus wurde 2021 als Denkmal aberkannt                                                   |      |
| 09046577           | Wallotstraße 10 (Lage)                                                   | Mietvilla Bestandteil des Ensembles: Wallotstraße                            | 1901–1902 von Ewald Becher                                                                   |      |
| 09046578           | Wallotstraße 12 Koenigsallee 17–17A (Lage)                               | Mietvilla Bestandteil des Ensembles: Wallotstraße                            | 1901–02 von Ewald Becher (siehe auch Gartendenkmal Wallotstraße 12)                          |      |
| 09046579           | Wallotstraße 19 (Lage)                                                   | Villa                                                                        | 1910–11 von Ludwig Otte (siehe auch Gartendenkmal Wallotstraße 17A/19)                       |      |
| 09046580           | Wangenheimstraße 23 (Lage)                                               | Landhaus                                                                     | 1895–1896 von Ludwig Dihm                                                                    |      |
| 09046581           | Wangenheimstraße 37/39 (Lage)                                            | Villa Hoffmann                                                               | 1906–1908 von Ludwig Otte (siehe auch Gartendenkmal Wangenheimstraße 37/39)                  |      |
| 09046426 (11/2021) | Werkstättenweg 1 (Lage)                                                  | Lokomotivschuppen                                                            | um 1925                                                                                      |      |
| 09046584           | Wernerstraße 1/3 (Lage)                                                  | Feuerwache Grunewald                                                         | um 1895 von Franz Ahrens                                                                     |      |
| 09046585           | Wernerstraße 10/12 (Lage)                                                | Villa Kemmann                                                                | 1896–1897 von Wilhelm Walther                                                                |      |
| 09046586           | Wernerstraße 17 (Lage)                                                   | Landhaus                                                                     | 1907–08 von Hermann Solf                                                                     |      |
| 09046587           | Wildpfad 5 (Lage)                                                        | Landhaus                                                                     | 1921–22 von Paul Zucker                                                                      |      |
| 09046588           | Wildpfad 6 (Lage)                                                        | Bungalow                                                                     | 1959–60 von Peter Postel                                                                     |      |
| 09046589           | Wildpfad 7 (Lage)                                                        | Landhaus Peltzer                                                             | 1929–30 von Co Brandes                                                                       |      |
| 09046590           | Winkler Straße 2 (Lage)                                                  | Landhaus                                                                     | 1921 von Paul Zucker                                                                         |      |
| 09046591           | Winkler Straße 7 (Lage)                                                  | Villa                                                                        | 1905 von Ewald Becher                                                                        |      |
| 09046592           | Winkler Straße 10 (Lage)                                                 | Villa Noelle                                                                 | 1901–02 von Solf & Wichards                                                                  |      |
| 09046593           | Winkler Straße 11 (Lage)                                                 | Landhaus Bernhard                                                            | 1905–06 von Hermann Muthesius (siehe auch Gartendenkmal Winkler Straße 11)                   |      |
| 09046594           | Winkler Straße 12 (Lage)                                                 | Villa Maren                                                                  | 1896–1897 von E. Heimann, Zaar & Vahl (?)                                                    |      |
| 09046595           | Winkler Straße 13 (Lage)                                                 | Landhaus                                                                     | 1895–1896 von Cornelius & Jaehn                                                              |      |
| 09046596           | Winkler Straße 15 (Lage)                                                 | Villa Becher                                                                 | 1895–1896 von Ewald Becher                                                                   |      |

## Gartendenkmale
| Nr.      | Lage                                                                | Offizielle Bezeichnung                                   | Beschreibung | Bild |
| -------- | ------------------------------------------------------------------- | -------------------------------------------------------- | --- | ---- |
| 09046116 | Delbrückstraße 29 (Lage)                                            | Hausgarten                                               | 1941 von Herta Hammerbacher (siehe auch Baudenkmal Delbrückstraße 29) |      |
| 09046117 | Douglasstraße 7/9 (Lage)                                            | Villengarten                                             | 1911–12 von Adolf Wollenberg (?) (siehe auch Baudenkmal Douglasstraße 7/9)                                                                                                |      |
| 09046118 | Erbacher Straße 1–1B/3 (Lage)                                       | Gartenanlage der Villa Dernburg                          | 1901 |      |
| 09046119 | Gottfried-von Cramm-Weg 33/37 Gustav-Freytag-Straße 5–5A (Lage)     | Villengarten                                             | 1922–1923 von der Firma Ludwig Späth, Abteilung für Park- und Gartengestaltung (siehe auch Baudenkmal Gottfried-von-Cramm-Weg 33A/37)                                     |      |
| 09046120 | Griegstraße 5/7 (Lage)                                              | Villengarten                                             | um 1927 vom Gartenbaubetrieb Richard W. Köhler (siehe auch Baudenkmal Griegstraße 5/7)                                                                                    |      |
| 09046121 | Griegstraße 31 (Lage)                                               | Hausgarten                                               | 1933 (siehe auch Baudenkmal Griegstraße 31) |      |
| 09046125 | Johannaplatz (Lage)                                                 | Stadtplatz                                               | 1896 vom Königlichen Garteninspektor Röhr |      |
| 09046125 | Johannaplatz (Lage)                                                 | Stadtplatz                                               | Gasleuchte |      |
| 09046126 | Koenigsallee 17B/19 (Lage)                                          | Hausgarten                                               | 1921–1922 von der Firma Ludwig Späth, Abteilung für Park- und Gartengestaltung, Veränderungen um 1927 von der Firma Späth (?) (siehe auch Baudenkmal Koenigsallee 17B/19) |      |
| 09046127 | Koenigsallee 20–20A Delbrückstraße 2 (Lage)                         | Villengarten                                             | um 1912 von Wilhelm Walther (?) (siehe auch Baudenkmal Koenigsallee 20–20A)                                                                                               |      |
| 09046128 | Koenigsallee 41 (Lage)                                              | Landhausvorgarten                                        | um 1910 von Max Vogeler (?) |      |
| 09046129 | Koenigsallee 45A/47A (Lage)                                         | Landhausgarten                                           | um 1906–1907 von Max Ravoth (?) (siehe auch Baudenkmal Koenigsallee 47)                                                                                                   |      |
| 09046130 | Koenigsallee 65 (Lage)                                              | Vorgarten                                                | 1910 von Carl Kempkes (siehe auch Baudenkmal Koenigsallee 65) |      |
| 09046131 | Kronberger Straße 7/9 Hubertusbader Straße 28 Reuterpfad 2/4 (Lage) | Landhausgarten                                           | um 1913–1914 (siehe auch Baudenkmal Kronberger Straße 7/9) |      |
| 09046133 | Lassenstraße 11/15 (Lage)                                           | Villengarten                                             | um 1898 (siehe auch Lassenstraße 11/15) |      |
| 09046134 | Margaretenstraße 10 (Lage)                                          | Villengarten Bestandteil des Ensembles: Margaretenstraße | 1896–1897 (siehe auch Baudenkmal Margaretenstraße 10) |      |
| 09046142 | Waldmeisterstraße 10/20 (Lage)                                      | Tennisanlage                                             | um 1925 von Paul Karchow und Georg Demmler unter Mitwirkung der Firma Ludwig Späth, Abteilung für Sport- und Spielplatzbau (siehe auch Baudenkmal Tennis-Club)            |      |
| 09046143 | Wallotstraße 12 Koenigsallee 17–17A (Lage)                          | Villengarten Bestandteil des Ensembles: Wallotstraße     | um 1923 (siehe auch Baudenkmal Wallotstraße 12) |      |
| 09046144 | Wallotstraße 17A/19 (Lage)                                          | Villengarten                                             | 1910 (siehe auch Baudenkmal Wallotstraße 19) |      |
| 09046145 | Wangenheimstraße 37/39 (Lage)                                       | Villengarten                                             | um 1907 von Hans Hallervorden (siehe auch Baudenkmal Wangenheimstraße 37/39)                                                                                              |      |
| 09046147 | Wildpfad 26 (Lage)                                                  | Hausgarten                                               | 1937 von Georg Béla Pniower |      |
| 09046148 | Winkler Straße 11 (Lage)                                            | Landhausvorgarten                                        | 1905–1906 von Hermann Muthesius, wiederhergestellt 1989 (siehe auch Baudenkmal Winkler Straße 11)                                                                         |      |

## Ehemalige Denkmale
| Nr.       | Lage                            | Offizielle Bezeichnung | Beschreibung                                                                                            | Bild |
| --------- | ------------------------------- | ---------------------- | --- | ---- |
| unbekannt | Gustav-Freytag-Straße 9 (Lage)  | Hausgarten             | 1923–1924 von Berthold Bleier (siehe auch Baudenkmal Gustav-Freytag-Straße 9); ehemaliges Gartendenkmal |      |
| unbekannt | Gustav-Freytag-Straße 11 (Lage) | Hausgarten             | 1920 von Berthold Bleier; ehemaliges Gartendenkmal                                                      |      |